# Arbovirus
Arbovirus, kortform för "arthropod-borne virus", är ett samlingsnamn för virus som sprids med leddjur (artropoder) som vektorer. De utgör ingen taxonomiskt enhetlig grupp och avgränsning till vad som skall inkluderas i gruppen är oklar, exempelvis innehåller "The International Catalogue of Arboviruses" även virus som inte sprids via leddjur som hantavirus, arenavirus och filovirus som smittar på andra sätt.
Inom medicinsk verksamhet begränsas arbovirus vanligen till sjukdomar hos ryggradsdjur (vertebrater) inklusive människa, som orsakas av RNA-virus och som sprids via leddjur. Bland leddjuren är det särskilt insekter som myggor och loppor men även fästingar som  sprider sjukdomarna.
Flera virusfamiljer ingår i begreppet och bland de mer kända som orsakar sjukdomar hos människor är flera allvarliga blödarfebrar som denguefeber, gula febern, chikungunya-feber, West Nile-feber och Krim-Kongo hemorragisk feber men även en del andra sjukdomar, exempelvis Japansk encefalit och den i Sverige förekommande fästingburna hjärninflammationen (TBE, Tick-borne encephalitis). Totalt omfattar gruppen ekologiskt sett mer än 500 olika virus varav fler än 100 har knutits till naturligt förekommande sjukdomar hos människa eller tamdjur. De fördelas på åtminstone sju familjer inkluderande Togaviridae, Flaviviridae, Bunyaviridae, Reoviridae, Rhabdoviridae, Orthomyxoviridae och Asfarviridae.
Sjukdomar som orsakas av arbovirus är lokalt endemiska i områden med varmt klimat året runt och kan orsaka omfattande utbrott. I Europa förekommer begränsade utbrott framför allt sommartid, vilka orsakas av personer som smittats under vistelse i endemiskt område och fört med sig smittan. De myggburna sjukdomarna har hittills inte etablerats i Europa då vektorerna, framför allt aedes- och culexmyggorna dör ut till hösten och därmed även smittvägarna försvinner. De europeiska utbrotten har skett framför allt i medelhavsländerna där myggsäsongen är längre än i norra Europa. I och med den globala uppvärmningen har risken uppmärksammats för att sjukdomarna kan komma att etableras fast i Europa